# Церковь Святого Николая (Свихум)
Церковь Святого Николая (нидерл. Nicolaaskerk) — церковь в Свихуме, Нидерланды, одна из многих средневековых церквей во Фрисландии.
Неф был построен в XIII веке, а полукруглый хор — в конце XIII века; оба здания построены из красного кирпича. Башня была построена в XIV веке, а мебель в церкви датируется XIX веком.
Здание расположено на улице Ayttadyk 3 и когда-то было римско-католической церковью, посвящённой Святому Николаю, но после протестантской реформации стало протестантской церковью. Она внесена в список памятников Рейксмонумента под номером 24519, имеет очень высокую историческую ценность и находится под опекой Stichting Alde Fryske Tsjerken (Фонд старофризских церквей).

## Галерея

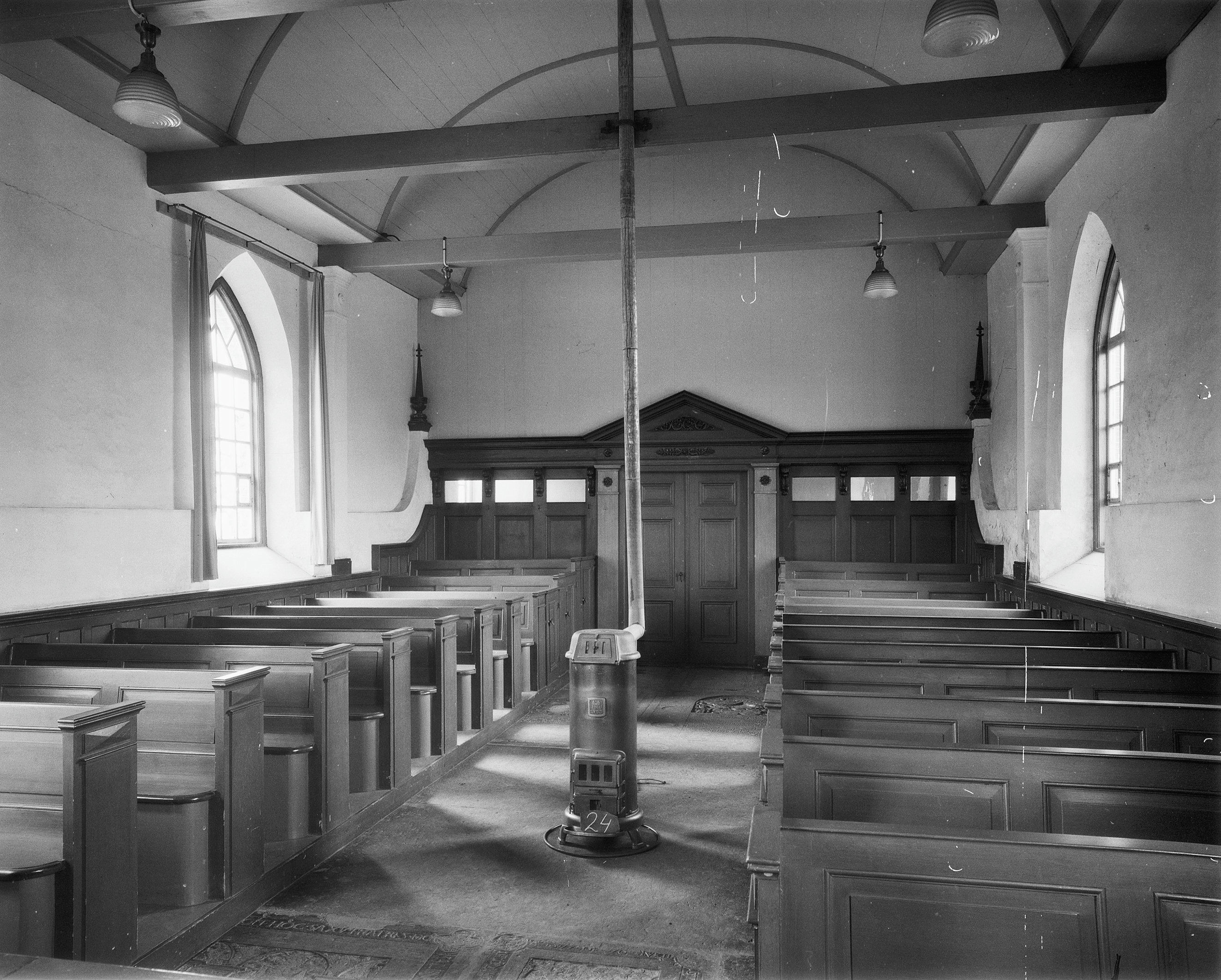
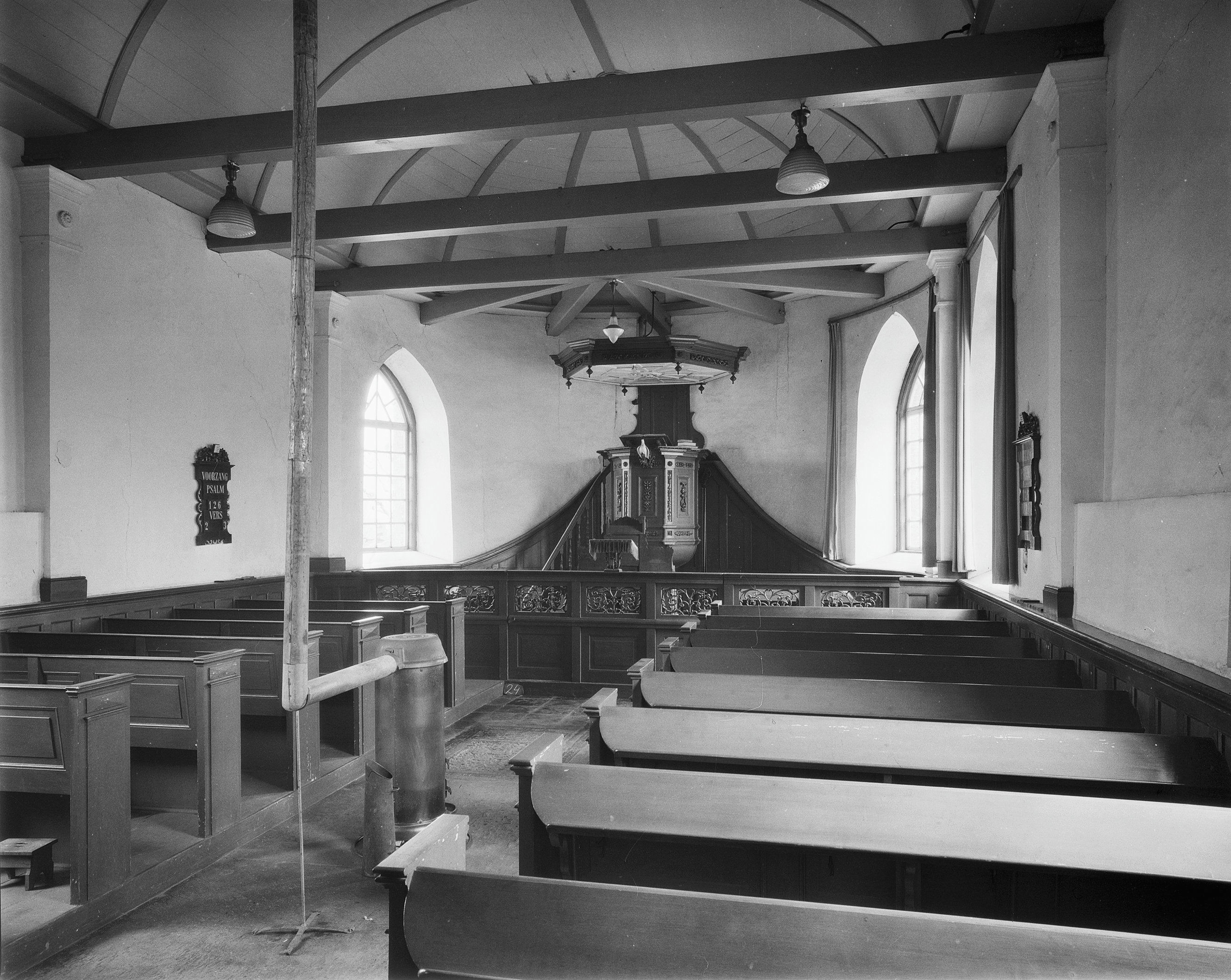